# Nanhermannia pluriseta
Nanhermannia pluriseta är en kvalsterart som beskrevs av Sandór Mahunka 1984. Nanhermannia pluriseta ingår i släktet Nanhermannia och familjen Nanhermanniidae. Inga underarter finns listade i Catalogue of Life.